# Урицьке (Псковська область)
Урицьке (рос. Урицкое) — присілок в Великолуцькому районі Псковської області Російської Федерації.
Населення становить 146 осіб. Входить до складу муніципального утворення Пореченська волость.

## Історія
Від 2014 року входить до складу муніципального утворення Пореченська волость.

## Населення
| 2001 | 2002 | 2010 |
| ---- | ---- | ---- |
| 248  | ↘186 | ↘146 |